# Петер Реш
Петер Реш (нім. Peter Rösch, 14 вересня 1930, Біль — 13 січня 2006, Лозанна) — швейцарський футболіст, що грав на позиції захисника.
Виступав, зокрема, за клуби «Янг Бойз», «Серветт» та «Сьйон», з яким став дворазовим чемпіоном Швейцарії та дворазовим володарем Кубка Швейцарії., а також національну збірну Швейцарії, у складі якої був учасником чемпіонату світу 1962 року.

## Клубна кар'єра
У дорослому футболі дебютував 1948 року виступами за команду «Б'єн», в якій провів два сезони.
Своєю грою за цю команду привернув увагу представників тренерського штабу клубу «Янг Бойз», до складу якого приєднався 1950 року. Відіграв за бернську команду наступні шість сезонів своєї ігрової кар'єри. За цей час виборов титул володаря Кубка Швейцарії у сезоні 1952/53.
Протягом 1956—1958 років захищав кольори клубу «Лозанна», після чого 1958 року уклав контракт з клубом «Серветт», у складі якого провів наступні п'ять років своєї кар'єри гравця. За цей час додав до переліку своїх трофеїв два титули чемпіона Швейцарії у 1961 та 1962 роках.
Згодом у сезоні 1963/64 Реш грав у складі команди «Кантональ Невшатель», а потім перейшов у «Сьйон», з яким додав до переліку своїх трофеїв ще один титул володаря Кубка Швейцарії у сезоні 1964/65.
Завершив ігрову кар'єру у команді «Монте», за яку виступав протягом сезону 1966/67 років у третьому дивізіоні країни.

## Виступи за збірну
17 вересня 1955 року дебютував в офіційних іграх у складі національної збірної Швейцарії в матчі Кубка Центральної Європи 1955/60 проти Угорщини (4:5).
У складі збірної був учасником чемпіонату світу 1962 року у Чилі, але на поле на турнірі не виходив. Загалом протягом кар'єри у національній команді, яка тривала 8 років, провів у її формі 5 матчів.

## Тренерська кар'єра
Після активної кар’єри він був тренером у професійних клубах «Веве-Спорт» , «Мартіньї-Спортс», «Сьйон» та інші.
Помер 13 січня 2006 року на 76-му році життя від серцевої недостатності.

## Титули і досягнення
- Чемпіон Швейцарії (2):

«Серветт»: 1960–61, 1961–62
- Володар Кубка Швейцарії (2):

«Янг Бойз»: 1952–53
«Сьйон»: 1964–65